# Käfigschienenführung
Als Käfigschienenführung (kurz: Käfigführung) oder auch Präzisionsschienenführung bezeichnet man in der Technik eine Linearführung ohne Wälzkörperrücklauf nach DIN 644. Da die genannte DIN lediglich die äußeren Abmessungen der Führung definiert, können diese Käfigschienenführungen von den jeweiligen Herstellern mit unterschiedlichen Wälzkörpern wie z. B. Kugeln, Zylinderrollen oder Nadeln ausgerüstet werden. Mit entsprechenden Abmessungen sind bei einigen Herstellern daher auch Schienenführungen mit einem speziellen Gleitbelag (Gleitführungen) erhältlich.

## Aufbau und Anwendung
Käfigschienenführungen bestehen grundsätzlich aus einem mit Befestigungsbohrungen versehenen Schienenpaar und den dazwischen angeordneten Wälzkörpern, die in einem Wälzkörperkäfig gehalten werden. Der Einbau dieser Führungen kann je nach Anwendung in horizontaler oder vertikaler Anordnung erfolgen. Durch parallele Anordnung von zwei Schienenpaaren kann z. B. – wie die Animation unten zeigt – auch die Führung für einen Linearschlitten verwirklicht werden.

## Ausführung

### Mit Kugeln

Kugelkäfigschienenführung (animiert)

Bei Käfigschienenführungen mit Kugeln kann die Lauffläche der Schiene so gefertigt werden, dass es zwischen Kugel und Lauffläche entweder zum Zweipunktkontakt oder zum Vierpunktkontakt kommt. Die beiden Darstellungen rechts (ohne Wälzkörperkäfig) verdeutlichen diesen Unterschied, der sich abhängig von der Kraftrichtung entsprechend auf die statische und dynamische Tragzahl dieser Schienenführungen auswirkt:
- Käfigschienenführungen mit Zweipunktkontakt können ausschließlich Kräfte aufnehmen, die aus Schienenrichtung auf die Kugeln wirken.
- Käfigschienenführungen mit Vierpunktkontakt können auch Kräfte aufnehmen, die seitlich auf die Führung wirken.

Kugelkäfigschienenführungen
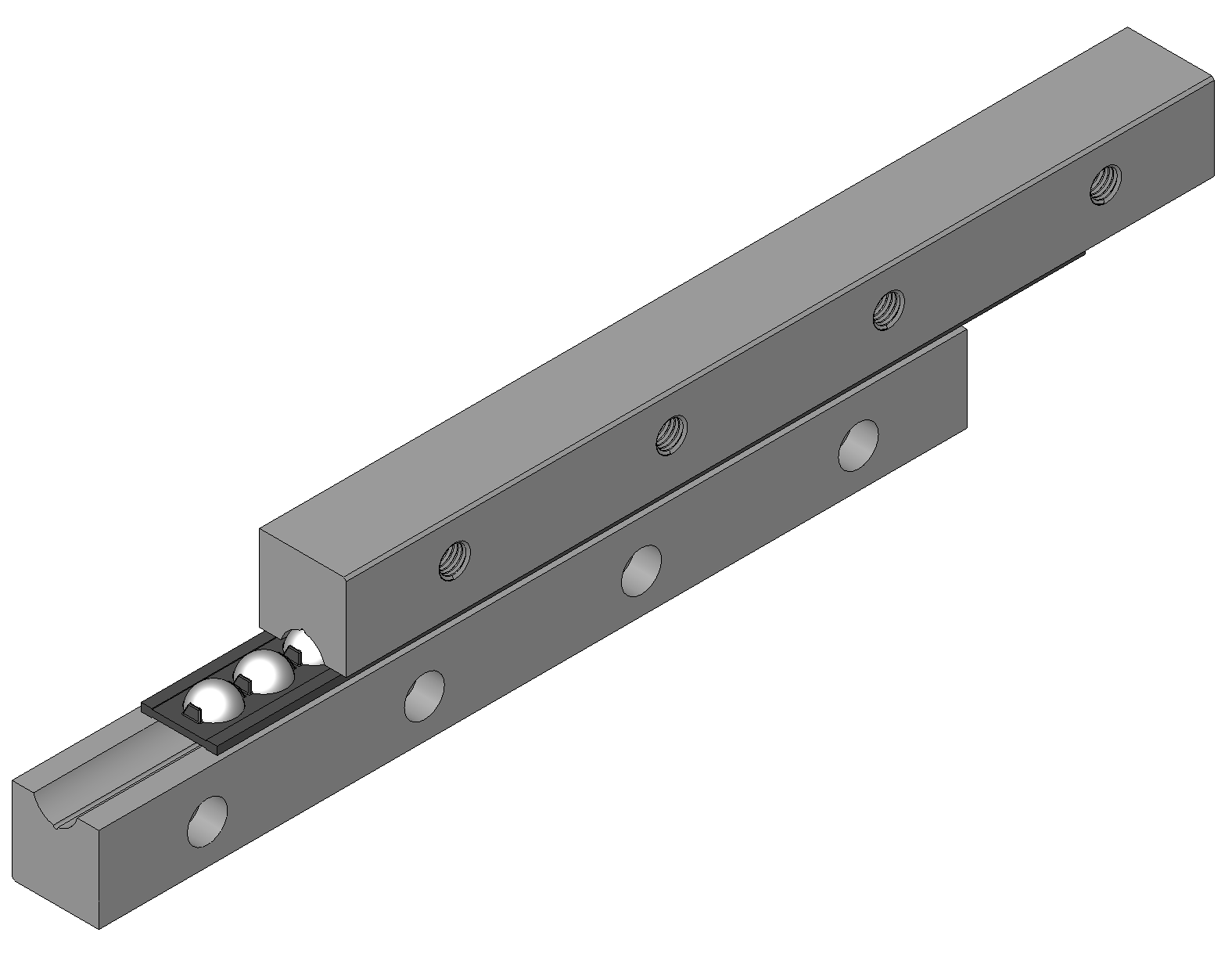
Käfigschienenführung mit Kugeln
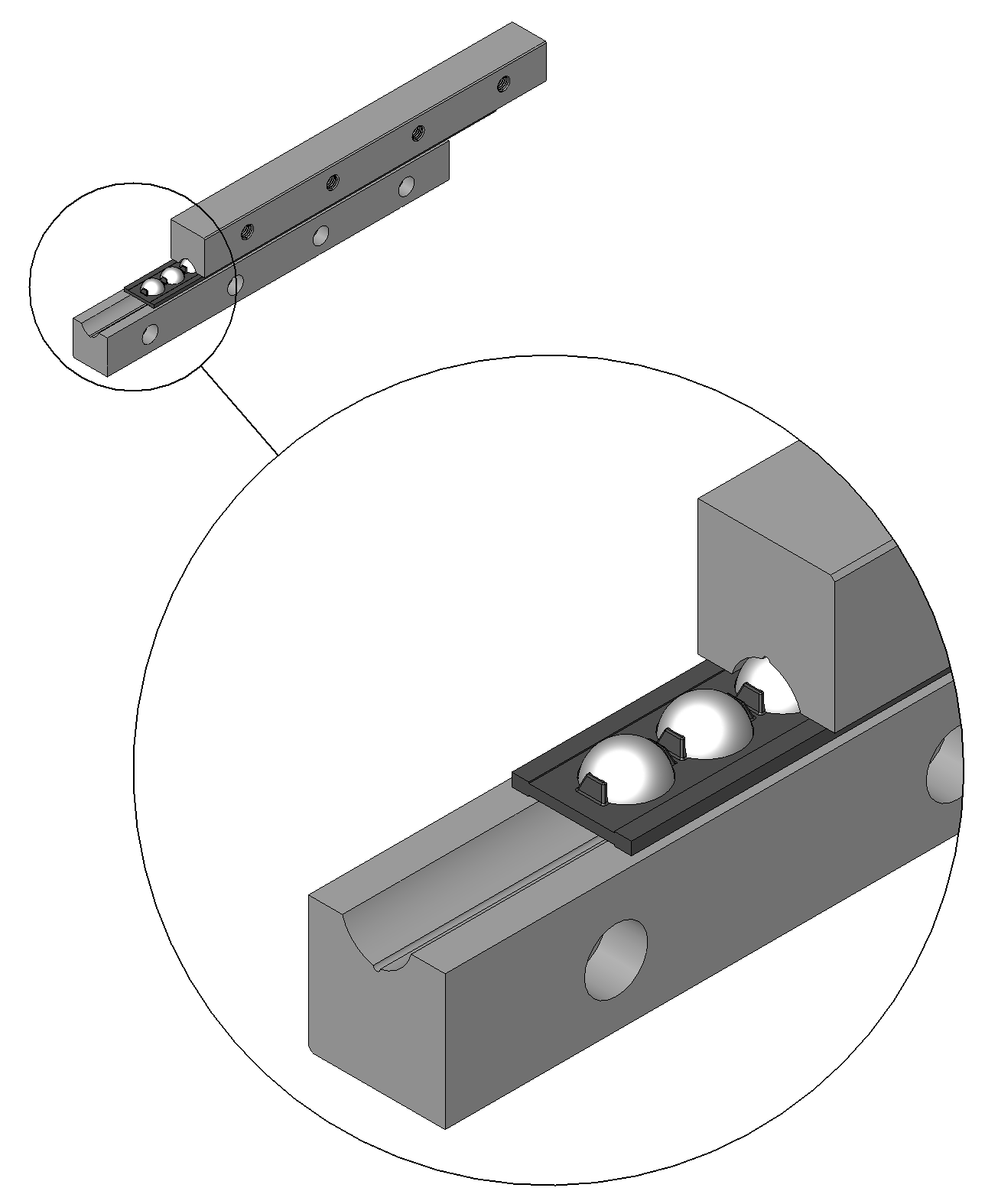
Detail mit Kugelkäfig
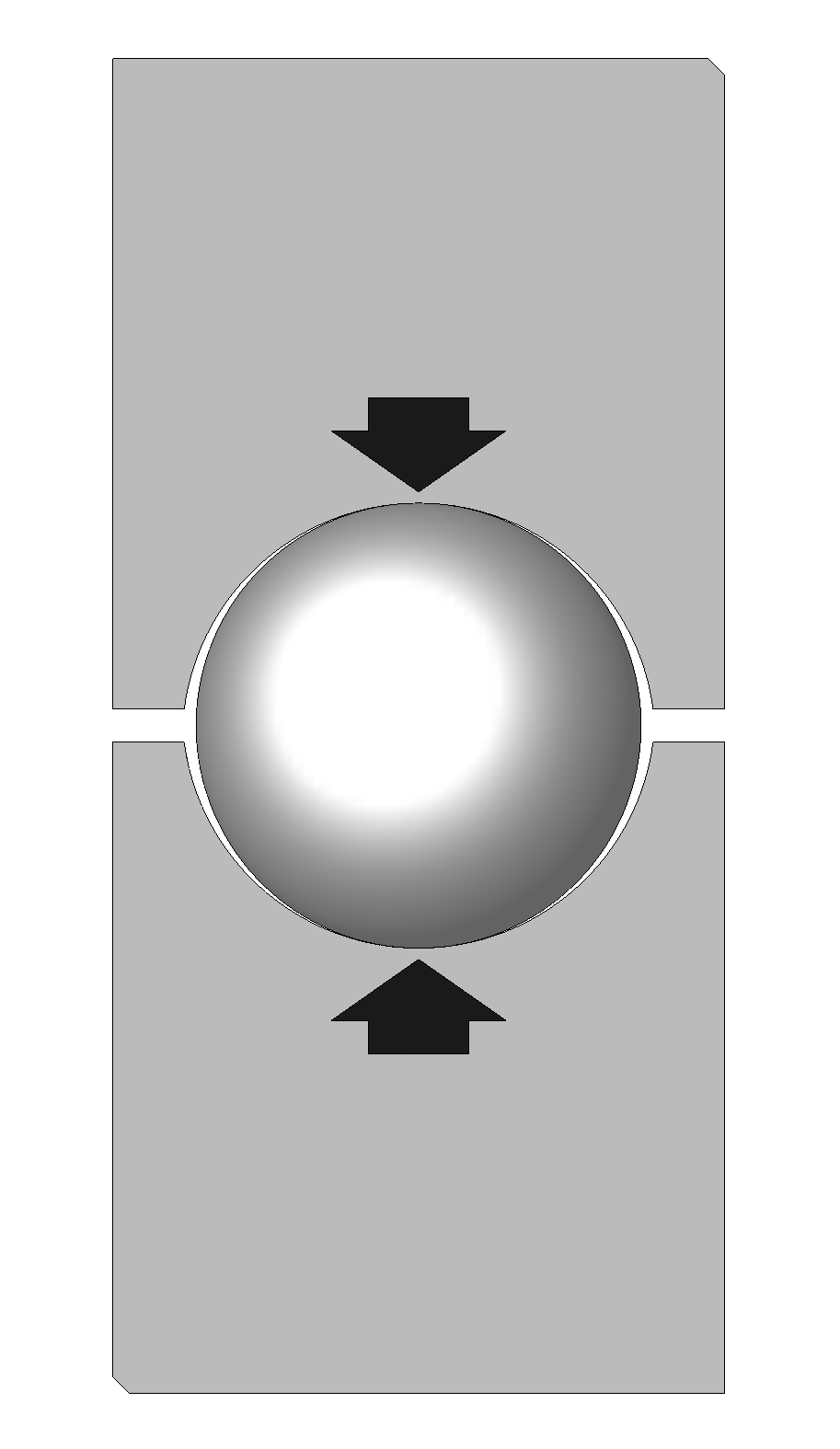
Zweipunktkontakt
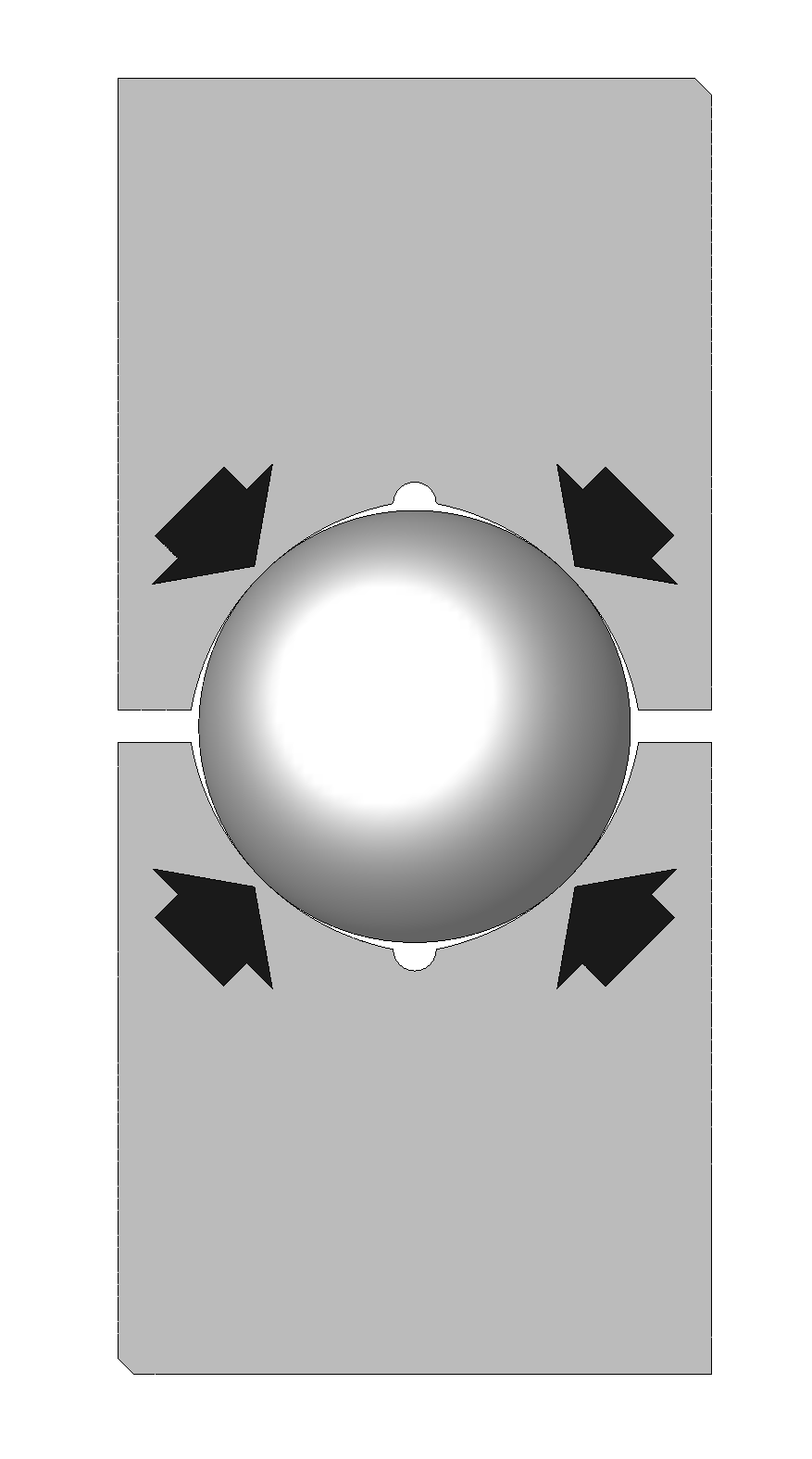
Vierpunktkontakt

### Mit Rollen

Kreuzrollenführung (animiert)

Im Wälzkörperkäfig, dem diese Führungen auch ihren Namen verdanken, können Rollen parallel oder in der Kreuzrollenanordnung gehalten werden.
Die Rollenkäfige von Ewellix weisen mit um 90 Grad drehbaren, einzelnen Käfigelementen eine Besonderheit auf, die eine wahlweise Ausrichtung der Rollen eines Käfigs erlaubt. So kann ein Kreuzrollenkäfig in einen Parallelrollenkäfig verwandelt werden oder auch umgekehrt. Technisch interessanter aber ist die Möglichkeit, damit eine 2:1-, 3:2- oder ganz allgemein n:m-Kreuzrollenanordnung einstellen zu können, um beispielsweise die Tragzahl der Käfigschienenführung in der Hauptlastrichtung zu erhöhen und in der Nebenlastrichtung entsprechend zu senken. Weiterhin bietet dieser Hersteller mit seiner Modular Range die Möglichkeit, mit ein und demselben Führungsschienenpaar unterschiedliche Wälzkörpertypen zu verwenden.

Kreuzrollenführungen
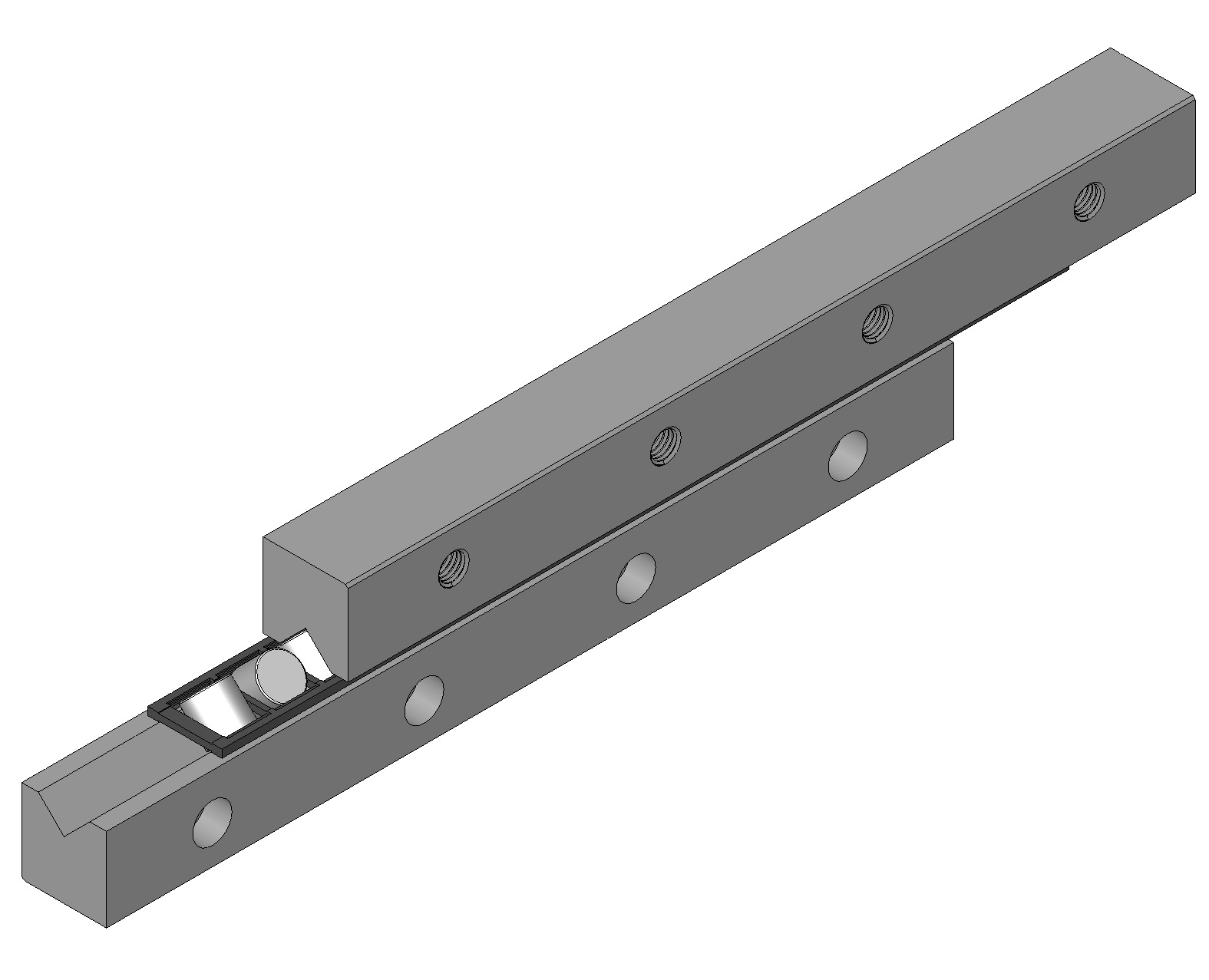
Kreuzrollenführung
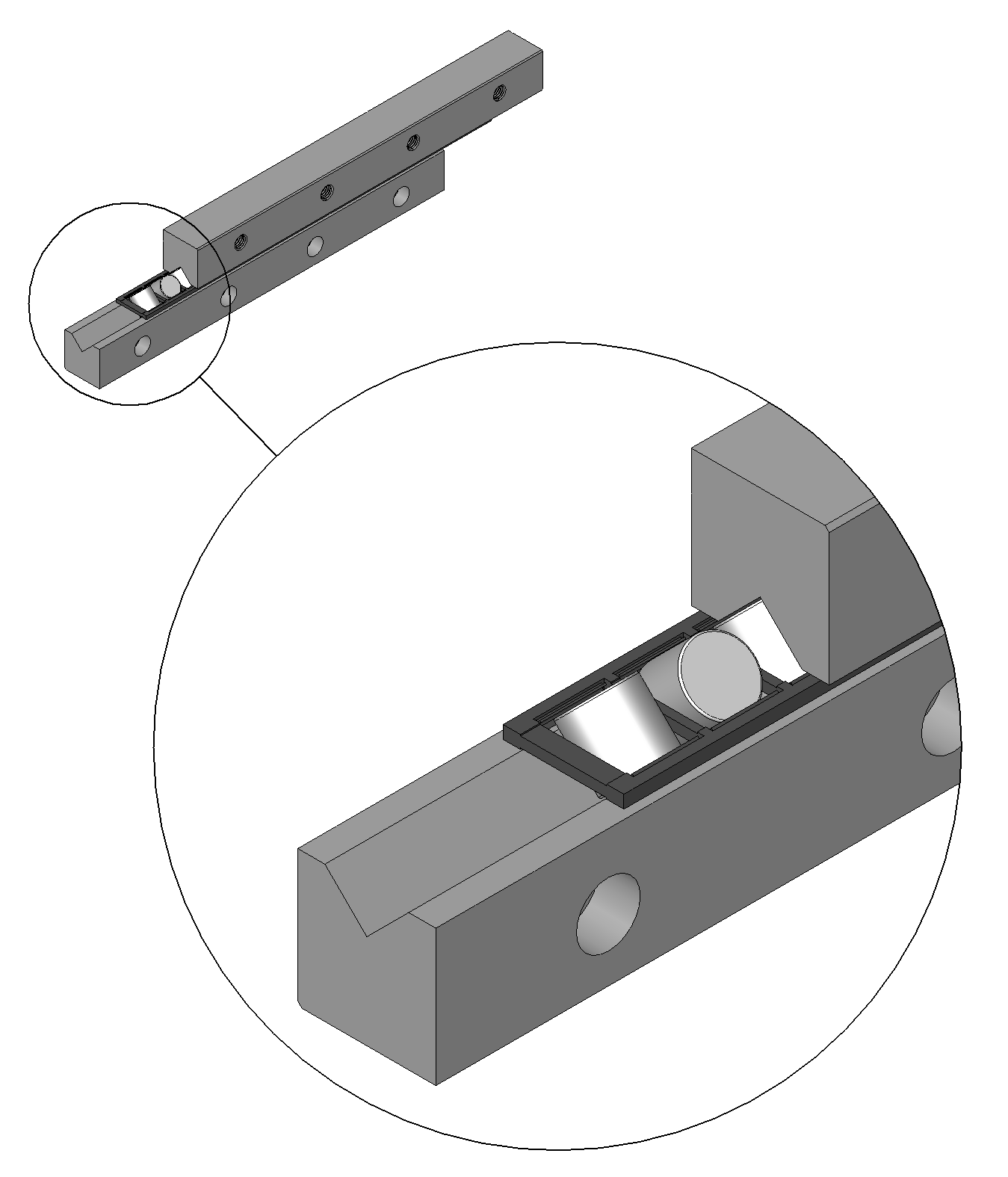
Detail mit Kreuzrollen

### Mit Nadeln

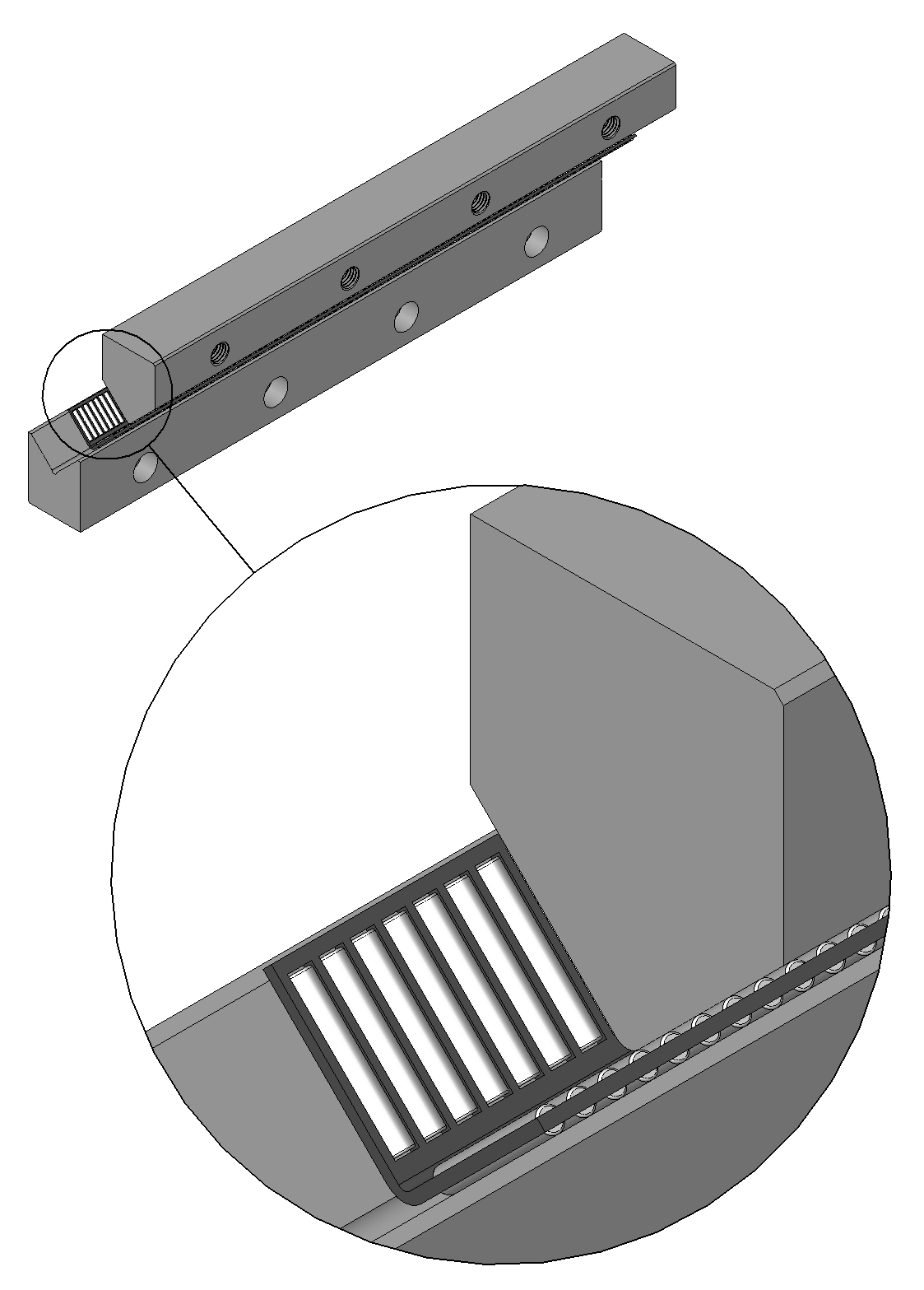
Käfig mit Nadelführung

Nadel und Rolle unterscheiden sich vor allem durch das Verhältnis zwischen Länge und Durchmesser. Während bei der Rolle Länge und Durchmesser ähnlich groß sind, ist der Durchmesser bei Nadeln im Vergleich zur Länge relativ gering. Demzufolge entfällt eine kreuzweise Anordnung von Nadeln, da dies technisch nicht sinnvoll ist. Stattdessen erhalten Käfigschienenführungen wie auch Schienenführungen mit Gleitbelag an den Führungs- bzw. Laufflächen einen V-Querschnitt. In eine der beiden Schienen wird also eine V-förmige Vertiefung gefräst und geschliffen, die andere wird als Negativform mit einer entsprechend V-förmigen Spitze, vergleichbar einem Dach, gefertigt.
Auch der Nadelkäfig wird V-förmig ausgeführt und an beiden Seiten des V mit Nadeln versehen. Dieser Käfig wird dann zwischen die beiden unterschiedlichen Führungsschienen platziert. Dreht man nun zwei Nadelkäfigschienenführungen um 90 Grad – die eine im, die andere gegen den Uhrzeigersinn – und paart diese beiden Schienen entsprechend, so entsteht die in der folgenden Animation gezeigte Anordnung, bei der sich die beiden V nach innen öffnen. Somit ist es möglich, mit Hilfe von zwei Nadelkäfigschienenführungen eine Schwalbenschwanzführung aufzubauen.

## Hub und Käfigwandern
Der Hub dieser Führungen ist durch Schienen- und Wälzkörperlänge relativ begrenzt. Ein bekanntes Problem dieser Führungen, das insbesondere bei hohen Hubfrequenzen auftaucht, ist das Käfigwandern (Englisch: cage creeping), das verschiedene Hersteller mit entsprechenden Methoden zu verhindern suchen. Dazu wird z. B. in die Führungsschienen eine Zahnstange und in den Wälzkörperkäfig ein passendes Zahnrad integriert, wodurch das Wandern des Käfigs verhindert wird, weil die Zahnstangen-Zahnrad-Kombination dem Käfig eine entsprechend definierte Bewegung aufzwingt, die dem Zahnstangenantrieb ähnelt.

## Normen
In der Liste der DIN-Normen finden sich unter den Normen DIN 636 und DIN 644 Linear-Wälzlager, wozu nach DIN-Definition nicht nur die Linearkugellager, sondern auch
1. Profilschienen-Kugelführungen = Profilschienenführungen  mit Kugeln als Wälzkörper sowie
2. Linearführungen ohne Wälzkörperumlauf = Käfigschienenführungen zählen.